# そばにいるだけで
『そばにいるだけで』は、DEENの配信限定シングル。2020年1月29日に配信が開始された。

## 解説
DEENとしては4作品目となる配信限定シングルである。
「DEEN Official YouTube Channel」では、ワンシーン、ワンカットの『そばにいるだけで』Lyric Video -Short Ver.-と、『そばにいるだけで』Lyric Video -蕎麦 Ver.-が公開されている。『そばにいるだけで』Lyric Video -蕎麦 Ver.-は、池森秀一の書籍『DEEN池森秀一の365日そば三昧』のヒットを記念して公開されたものである。なお、『そばにいるだけで』の作詞は、『DEEN池森秀一の365日そば三昧』の執筆中にされている。

## 収録曲
1. そばにいるだけで
作詞：池森秀一 / 作曲：山根公路